# Rebecca Stenberg
Sally Rebecca Stenberg, född 18 september 1992 i Piteå stadsförsamling, är en svensk ishockeyspelare som spelar för Luleå HF/MSSK i SDHL från och med säsongen 2017/2018. Under säsongen 2016/2017 spelade hon i Djurgården Hockey som även tog SM-guldet samma år. 
Stenberg är högerforward och under sin debutsäsong i Riksserien 2010/2011 gjorde hon 35 poäng (15 mål+20 assist) på 27 matcher och var även med och kvalade kvar MSSK i Riksserien under våren 2011. Hon debuterade under hösten 2010 i det Sveriges landslaget och var även med vid Ishockey-VM 2011 i Schweiz. I april 2010 deltog hon i det svenska juniorlandslag som tog brons vid U18-VM i Chicago, USA.

## Meriter
- JVM 2010: Brons
- VM 2011: 5:a
- SDHL

## Klubbar
- Piteå IF (Moderklubb)
- Djurgården Hockey
- Munksund-Skuthamns SK
- Luleå HF/MSSK

## Statistik
|              |                   |              |         | Grundserien | Grundserien | Grundserien | Grundserien |     | Kvalserien | Kvalserien | Kvalserien | Kvalserien |        | Slutspel | Slutspel | Slutspel | Slutspel |
| Säsong       | Lag               | Serie        | Matcher | Mål         | Assist      | Poäng       | Matcher     | Mål | Assist     | Poäng      | Matcher    | Mål        | Assist | Poäng    |          |          |          |
| 2010-2011    | Munksund-Skuthamn | Riksserien   | 27      | 15          | 20          | 35          | 2           | 4   | 3          | 7          | -          | -          | -      | -        |          |          |          |
| 2011-2012    | Munksund-Skuthamn | Riksserien   | 27      | 22          | 19          | 41          | -           | -   | -          | -          | 4          | 0          | 3      | 3        |          |          |          |
| Poäng totalt | Poäng totalt      | Poäng totalt | 54      | 37          | 39          | 76          | 2           | 4   | 3          | 7          | 4          | 0          | 3      | 3        |          |          |          |
| ------------ | ----------------- | ------------ | ------- | ----------- | ----------- | ----------- | ----------- | --- | ---------- | ---------- | ---------- | ---------- | ------ | -------- | -------- | -------- | -------- |

## Externa sidor
- Rebecca Stenberg på Munksund-Skuthamns hemsida
- Rebecca Stenberg på swehockey.se